# Władca umysłów z Marsa
Władca umysłów z Marsa (tyt. oryg. The Master Mind of Mars) – szósta część cyklu science fantasy o przygodach  na Marsie. Powieść napisał Edgar Rice Burroughs, a po raz pierwszy została wydana w 1928. Wydawnictwo Solaris planuje w najbliższym czasie wydać książkę.